# 防彈少年團的慈善事業
防彈少年團的慈善事業（英語：Philanthropy of BTS），韓國男子音樂團體防彈少年團以其慈善事業而聞名。樂團的多名成員已成為著名的捐贈俱樂部的成員，例如聯合國兒童基金會榮譽俱樂部和綠色貴族俱樂部，以表彰他們的慷慨捐贈的規模和頻率。他們也因其慷慨捐贈而獲得獎項，其中一名成員因對藝術的捐贈而榮獲藝術贊助人獎，整體而言，BTS因其“愛我自己”活動而獲得聯合國兒童基金會激勵獎。他們經常在私下進行捐贈，而這些捐贈後來由他們所支持的組織和媒體進行公開宣布。樂團的努力不僅激勵了歌迷參與各種慈善和人道援助，有時甚至與樂團的捐款相匹配。

## 歷史

### 2015年至2017年：初期活動
2015年，BTS在狎鷗亭洞舉行的K-Star路開幕儀式上向慈善機構捐贈了7噸（7,187公斤）米。隔年，他們與Naver一起參與了ALLETS的「Let's Share the Heart」合作慈善活動，為LISA（促進器官和血液捐贈的韓國醫療慈善機構）籌集捐款。
2017年1月，BTS和Big Hit Entertainment向4/16 Sewol Families for Truth and A Safer Society捐贈了1億韓圓（87,915美元），該組織與2014年MV Sewol沉沒事件的家庭有關。每位成員捐贈1,000萬韓元，而Big Hit額外捐贈3,000萬韓元。這筆捐款原本是秘密進行的。同年晚些時候，BTS正式啟動了「愛我自己」運動，該計劃致力於資助多個社會項目，以防止針對兒童和青少年的暴力行為，並與聯合國兒童基金會韓國委員會合作，為暴力受害者提供支援。

### 2018年至今：其他慈善事業
2018年4月，BTS參加了史蒂維·旺德向馬丁·路德·金恩致敬的《Dream Still Lives》。那年六月，樂團捐款給ALS醫院建設基金。9月，BTS出席聯合國第73屆大會，啟動青年倡議「青年2030：聯合國青年戰略」及其相應的聯合國兒童基金會運動「無限一代」。根據聯合國兒童基金會的說法，該倡議的目標是「為年輕人提供優質的教育和培訓」。BTS之所以被選中參加，是因為他們透過音樂和社交訊息對青年文化產生了影響，以及之前在15至25歲年齡層人群中的受歡迎程度。
韓國星巴克於2020年1月與BTS合作進行「Be the Brightest Stars」活動，其中包括韓國獨家的限量版飲料、食品和商品。活動的部分利潤用於針對弱勢青少年的職業和教育發展計劃，作為美麗基金會機會青年獨立計畫的一部分 。當月晚些時候，BTS參加了由Julien's Auctions主辦的格萊美週MusiCares慈善拍賣活動。樂團親筆簽名並提交了一套7個麥克風，這是他們首次授權拍賣的物品，該拍品最初預計籌集10,000至20,000美元，最終以83,200美元成交，是起拍價的八倍多，也是此次活動的最高價。所有收益均捐贈給MusiCares，這是一個非營利組織，專注於直接影響音樂界健康和福利的人類服務問題。
6月，在喬治·佛洛伊德被謀殺後，BTS和Big Hit向Black Lives Matter運動捐贈了100萬美元；樂團的歌迷在24小時內配對了捐款。樂團後來向Live Nation的Crew Nation活動捐贈了100萬美元，以在COVID-19大流行期間支持現場音樂人員。
隨著疫情持續到2021年，BTS參加了1月29日舉行的另一場MusiCares籌款拍賣。樂團捐贈了「Dynamite」音樂錄影帶中的一系列服裝，預計籌集20,000至40,000美元。這些樂團的拍賣價格為162,500美元，是原始估價的八倍，成為該活動最暢銷的物品—as the top-selling item of the event.。
3月，樂團成為聯合國兒童基金會全球#ENDViolence活動的贊助商，並承諾到2022年再捐贈100萬美元。同月，BTS向Charitybuzz主辦的葛萊美週慈善拍賣會捐贈了《Life Goes On》音樂錄影帶中的七套服裝，價值30,000美元，競標時間為3月8日至23日，所得款項將用於非營利性格萊美博物館基金會的音樂教育計劃。
10月，樂隊捐贈了在第63屆格萊美獎上「Dynamite」表演時穿著的定制路易威登套裝、J-Hope在同一表演中佩戴的一套戒指，以及簽名的Epiphone 56 Les Paul Pro電吉他，於2022年1月30日由Julien's主辦的另一場MusiCares救濟拍賣會，作為第64屆格萊美獎的前身。預計籌集資金在30,000至50,000美元之間，這些套裝售價為160,000美元，戒指總價超過24,000美元，吉他售價為64,000美元。

## 愛自己運動

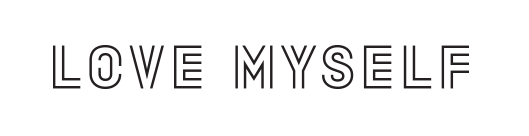
BTS的「愛自己」反暴力運動標誌

2017年11月1日，BTS與聯合國兒童基金會韓國和日本委員會合作啟動了「愛我自己」運動。這個想法是由該團體作為#ENDviolence運動的贊助提出的，#ENDviolence是聯合國兒童基金會的全球運動，旨在保護年輕人，使他們能夠在沒有暴力恐懼的情況下生活，並推廣標籤#BTSLoveMyself。該標籤鼓勵粉絲和支持者發布帶有主題標籤的自愛照片到不同的社交媒體平台。透過《Love Myself》，BTS成為韓國第一位為全球活動募款作為社會基金一部分的藝術家。
2018年1月，BTS與KakaoTalk合作推出了捐贈平台以及活動的官方貼紙 。 五個月後，即6月，透過在東京舉行的合作協議儀式宣布與聯合國兒童基金會日本委員會建立夥伴關係。 BTS隨後出席了9月24日在紐約舉行的第73屆聯合國大會，參加聯合國兒童基金會全球夥伴關係“Generation Unlimited”的啟動儀式，該計劃“致力於增加10歲兒童和青少年的機會和投資”至24英寸。BTS的隊長RM代表團隊以英語發表了關於自我接納和「愛我自己」運動的六分鐘演講。
2021年3月，BTS和Big Hit與聯合國兒童基金會和韓國聯合國兒童基金會發布了聯合影片聲明，宣佈在兩年內再次支持該活動。公告還透露，《Love Myself》已“提升為跨國MCA合作夥伴關係”，這標誌著韓國合作夥伴關係首次擴大為“與聯合國兒童基金會總部的全球三方合作夥伴關係”。樂團承諾每年向韓國聯合國兒童基金會額外捐贈50萬美元。BTS也成為全球#ENDViolence活動的贊助商。他們將捐贈其活動商品和「Love Yourself」專輯系列銷售收入的一部分，並在2022年之前向聯合國兒童基金會韓國分會進一步捐贈100萬美元。
自啟動以來，截至2021年10月，該活動已產生500萬條推文和超過5000萬次參與。

### 資金
活動的經費來源如下：
- Big Hit和BTS的7名成員共同捐贈5億韓元。
- Love Yourself系列（包括《Her》、《Tear》和《Answer》）實體專輯銷售總收入的3%。
- 官方Love Myself活動商品全部銷售額的100%。
- 部分收入來自Love Myself活動銷售官方KakaoTalk Give-ticon和LINE貼紙的收入[55][56]。
- Kakao貢獻平台「與Kakao共創價值」的資助[57]。
- Naver的線上捐款平台「快樂豆」的資助[58][59]。
- 透過聯合國兒童基金會設立的捐款台收到的捐款。
- 從2021年開始，BTS每年捐贈50萬美元，為期兩年，用於支持世界各地校園暴力、家庭暴力和性侵犯的年輕受害者，同時為當地社區提供教育項目，以幫助預防暴力[50]。

資金將用於支援世界各地校園、家庭暴力和性侵受害者的青少年，同時為當地社區提供教育計畫，協助預防暴力。

### 成就
到2018年1月17日止，該活動僅在發起兩個月內就籌集了1.06億韓元，使得全球的總資金達到6.06億韓元。截至2018年11月，聯合國兒童基金會韓國辦事處宣布已籌集超過16億韓元（相當於140萬美元）。至2019年6月，全球累計資金已超過24億韓元。
截至2020年12月，#BTSLoveMyself 標籤已在社群媒體上被使用超過1,400萬次，該活動的全球資金總額達到32億₩（相當於280萬美元）。截至2021年10月，該活動已在全球籌集了42億韓元（相當於367萬美元）。

### 榮譽
「愛我自己」活動榮獲2020年聯合國兒童基金會啟發獎中的「最佳綜合活動和活動」類別。該頒獎典禮每年由聯合國兒童基金會總部舉辦，旨在表揚該基金會18個類別中具有「最具創新性和啟發性」的全球活動。這個獎項的「綜合運動和活動」類別特別致敬在促進兒童權利、籌款和公共關係等領域產生最大影響和啟發的活動。
在2020年的評選中，考慮了來自50個國家的100項活動。最終的獲獎者是透過聯合國兒童基金會全球員工的線上投票和評審團的評估相結合選定的。

## 外部連結
- 官方网站
- Love Myself UNICEF Webpage
- YouTube上的Love Myself Campaign Video
- Love Myself的X（前Twitter）
- #ENDviolence from UNICEF